# کریم‌آباد (سمیرم)
کریم‌آباد روستایی در دهستان دره شور بخش وردشت شهرستان سمیرم استان اصفهان ایران است.

## جمعیت
بر پایه سرشماری عمومی نفوس و مسکن در سال ۱۳۹۵ این روستا بدون جمعیت بوده‌است.